# Ernest Koza
Ernest Koza (ur. 25 maja 1994 w Tarnowie) – polski żużlowiec.
Wychowanek Unii Tarnów. Licencję żużlową zdobył w czerwcu 2012 r. na torze w Częstochowie. W sezonie 2013 reprezentował II-ligową Wandę Kraków, w latach 2014-2015 reprezentował swój macierzysty klub w Ekstralidze. Po zakończeniu wieku juniora przeniósł się do startującego w Nice PLŻ KSM Krosno. Po całkiem udanym sezonie, zakończonym jednak spadkiem "Wilków" do 2. ligi, przeniósł się do Krakowa i w sezonie 2017 zdobywał punkty dla tamtejszej Wandy, będąc jednym z jej mocniejszych ogniw. Przedłużył kontrakt z krakowskim klubem na rok 2018. W pierwszym meczu ligowym w nowym sezonie złamał nogę, co wykluczyło go z udziału w pierwszej części rozgrywek. Sezon 2018 skończył z najwyższą średnią wśród zawodników Wandy, co jednak nie uchroniło drużyny przed spadkiem do 2. ligi.
Dwukrotny medalista Młodzieżowych Drużynowych Mistrzostw Polski: złoty (Gdańsk 2012) oraz srebrny (Częstochowa 2013). Dwukrotny brązowy medalista Drużynowych Mistrzostw Polski (2014, 2015). Srebrny medalista Młodzieżowych Mistrzostw Polski Par Klubowych (Tarnów 2014). Brązowy medalista Mistrzostw Polski Par Klubowych (2015). Finalista Indywidualnych Mistrzostw Polski, Młodzieżowych Indywidualnych Mistrzostw Polski oraz turniejów o Srebrny Kask i Brązowy Kask.

## Rozgrywki krajowe

### Mistrzostwa Polski

#### Drużynowe Mistrzostwa Polski
| Sezon | Liga       | Klub                    | Miejsce | Mecze | Biegi | Punkty | Bonusy | Razem | Komplety | Śr. bieg.   | Śr. mecz. |
| ----- | ---------- | ----------------------- | ------- | ----- | ----- | ------ | ------ | ----- | -------- | ----------- | --------- |
| 2013  | II Liga    | Wanda Kraków            | 2       | 5     | 19    | 20     | 2      | 22    | 0        | 1,158 (nkl) | 4,00      |
| 2014  | Ekstraliga | Unia Tarnów             |         | 14    | 45    | 35     | 8      | 43    | 0        | 0,953 (52)  | 2,50      |
| 2015  | Ekstraliga | Unia Tarnów             |         | 18    | 62    | 50     | 5      | 55    | 0        | 0,887 (52)  | 2,78      |
| 2016  | Nice PLŻ   | KSM Krosno              | 9       | 18    | 84    | 123    | 13     | 136   | 0        | 1,619 (48)  | 6,83      |
| 2017  | Nice PLŻ   | Wanda Kraków            | 6       | 14    | 67    | 108    | 9      | 117   | 0        | 1,746 (28)  | 7,71      |
| 2018  | Nice PLŻ   | Wanda Kraków            | 8       | 10    | 50    | 75     | 4      | 79    | 0        | 1,580 (30)  | 7,50      |
| 2019  | Nice PLŻ   | Unia Tarnów             | 4       | 9     | 36    | 32     | 3      | 35    | 0        | 0,972 (44)  | 3,56      |
| 2020  | Nice PLŻ   | Unia Tarnów             | 5       | 14    | 62    | 91     | 6      | 97    | 0        | 1,565 (35)  | 6,50      |
| 2021  | Nice PLŻ   | Unia Tarnów             | 8       | 12    | 55    | 84     | 9      | 93    | 0        | 1,691 (33)  | 7,64      |
| 2022  | Nice PLŻ   | Aforti Start Gniezno    | 8       | 13    | 53    | 54     | 15     | 69    | 0        | 1,302 (41)  | 4,15      |
| 2023  | II liga    | Grupa Azoty Unia Tarnów | 4       | 12    | 54    | 90     | 7      | 97    | 0        | 1,796 (18)  | 7,50      |
| Razem | Razem      | Razem                   | Razem   | 139   | 587   | 762    | 81     | 843   | 0        | 1,388       | 5,52      |

#### Indywidualne Mistrzostwa Polski
Nigdy nie wystartował w finale. W sezonach 2016-2018 odpadał w półfinale, zajmując kolejno 16, 12 i 16. miejsce. W sezonach 2013-2014 odpadał w ćwierćfinałach, zajmując kolejno 17 i 12. miejsce.
| Sezon | Dzień   | Miejscowość         | Miejsce | Punkty | Biegi | Klub        |
| ----- | ------- | ------------------- | ------- | ------ | ----- | ----------- |
| 2015  | 5 lipca | Gorzów Wielkopolski | R2      | NS     | –     | Unia Tarnów |

#### Mistrzostwa Polski Par Klubowych
W sezonie 2013 pełnił funkcję rezerwowego w półfinale, nie pojawił się jednak na torze.
| Sezon | Dzień    | Miejscowość | Miejsce | Punkty | Biegi | Klub        |
| ----- | -------- | ----------- | ------- | ------ | ----- | ----------- |
| 2015  | 12 lipca | Leszno      |         | NS     | –     | Unia Tarnów |

#### Młodzieżowe Drużynowe Mistrzostwa Polski
W sezonie 2014 reprezentował barwy Unii Tarnów w rozgrywkach, jednak nie wystąpił w finale, gdzie jego klub zajął 6. miejsce. W roku 2015 odpadł z Unią w półfinale.
| Sezon | Dzień       | Miejscowość | Miejsce | Punkty | Biegi   | Klub        |
| ----- | ----------- | ----------- | ------- | ------ | ------- | ----------- |
| 2012  | 12 września | Gdańsk      |         | NS     | –       | Unia Tarnów |
| 2013  | 4 września  | Częstochowa |         | 6      | 1,2,3,w | Unia Tarnów |

#### Młodzieżowe Indywidualne Mistrzostwa Polski
W sezonie 2013 odpadł w półfinale.
| Sezon | Dzień       | Miejscowość         | Miejsce | Punkty | Biegi     | Klub        |
| ----- | ----------- | ------------------- | ------- | ------ | --------- | ----------- |
| 2014  | 13 września | Gorzów Wielkopolski | R2      | NS     | –         | Unia Tarnów |
| 2015  | 12 lipca    | Leszno              | 13      | 4      | 0,1,2,1,0 | Unia Tarnów |

#### Młodzieżowe Mistrzostwa Polski Par Klubowych
W sezonie 2012 pełnił funkcję rezerwowego Unii Tarnów w półfinale, jednak nie znalazł miejsca w składzie na finał rozgrywek. W sezonie 2015 wystartował w półfinale, jednak nie wziął udziału w turnieju finałowym.
| Sezon | Dzień          | Miejscowość | Miejsce | Punkty | Biegi | Klub        |
| ----- | -------------- | ----------- | ------- | ------ | ----- | ----------- |
| 2013  | 3 października | Gdańsk      | 6       | 2      | 1,d,1 | Unia Tarnów |
| 2014  | 9 października | Tarnów      |         | 0      | w     | Unia Tarnów |

### Pozostałe rozgrywki krajowe

#### Turniej o Złoty Kask
W sezonach 2015-2017 odpadał w półfinale zajmując kolejno 12, 7 i 9. miejsce.

#### Turniej o Srebrny Kask
| Sezon | Dzień       | Miejscowość | Miejsce | Punkty | Biegi     | Klub        |
| ----- | ----------- | ----------- | ------- | ------ | --------- | ----------- |
| 2014  | 27 lipca    | Krosno      | 16      | 2      | 1,1       | Unia Tarnów |
| 2015  | 30 sierpnia | Piła        | 9       | 8      | 0,2,3,0,3 | Unia Tarnów |

#### Turniej o Brązowy Kask
| Sezon | Dzień       | Miejscowość | Miejsce | Punkty | Biegi     | Klub        |
| ----- | ----------- | ----------- | ------- | ------ | --------- | ----------- |
| 2013  | 17 sierpnia | Łódź        | 12      | 4      | 2,1,1,w,w | Unia Tarnów |

#### Drużynowe Mistrzostwa Ligi Juniorów
| Sezon | Dzień                                           | Miejscowości                                                      | Miejsce | Biegi                                                                   | Klub        |
| ----- | ----------------------------------------------- | ----------------------------------------------------------------- | ------- | ----------------------------------------------------------------------- | ----------- |
| 2012  | 08.08, 09.08, 14.08, 22.08, 23.08               | Tarnów, Rzeszów, Częstochowa, Gdańsk, Bydgoszcz                   |         | (0,2,0), (d,1,1), (3,1,1), (2,3,d), (2,0,-)                             | Unia Tarnów |
| 2013  | 18.06, 19.06, 02.07, 03.07, 18.07               | Rzeszów, Tarnów, Zielona Góra, Wrocław, Częstochowa               | FG*     | (t,1,2,2), (2,3,2), (u,2), (1,3,3), (-,0,t,1)                           | Unia Tarnów |
| 2014  | 02.07, 03.07, 08.07, 09.07, 06.08, 20.08, 03.09 | Gdańsk, Toruń, Leszno, Wrocław, Zielona Gora, Częstochowa, Tarnów | 5       | (3,0,2,3), (1,2,3,1), (1,t,3,2), (3,2), (3,2,3,2), (2,0,0,1), (2,1,1,3) | Unia Tarnów |
| 2015  | 08.07, 09.07, 15.07, 03.08, 13.08               | Częstochowa, Leszno, Tarnów, Toruń, Gorzów                        | 5       | (3,-,3,1), (3,3,2,1), (1,3,1,-), (1,3,2,-), (2,2,1,-)                   | Unia Tarnów |

*FG – drużyna odpadła w fazie grupowej

#### Indywidualne Mistrzostwa Ligi Juniorów
| Sezon | Dzień       | Miejscowość | Miejsce | Punkty | Biegi      | Klub        |
| ----- | ----------- | ----------- | ------- | ------ | ---------- | ----------- |
| 2013  | 3 września  | Toruń       | 14      | 3      | t,0,1,1,1  | Unia Tarnów |
| 2014  | 25 września | Częstochowa | 14      | 3      | 1,0,2,u,w  | Unia Tarnów |
| 2015  | 31 sierpnia | Częstochowa | 5       | 11     | 1,3,2,3,2) | Unia Tarnów |